# Amnirana albolabris
Espèce
Synonymes
- Hyla albolabris Hallowell, 1856
- Hylarana albolabris (Hallowell, 1856)
- Rana albolabris (Hallowell, 1856)

Statut de conservation UICN

 LC  : Préoccupation mineure
Amnirana albolabris est une espèce d'amphibiens de la famille des Ranidae.

## Répartition
Cette espèce se rencontre, :
- en Afrique de l'Ouest en Côte d'Ivoire, au Ghana, en Guinée, au Liberia, au Nigeria, en Sierra Leone et au Togo ;
- en Afrique centrale au Cameroun, au Gabon, en Guinée équatoriale, en République centrafricaine, en République démocratique du Congo et en République du Congo ;
- en Afrique de l'Est au Kenya, en Tanzanie et en Ouganda ;
- en Afrique australe dans le nord de l'Angola.

## Étymologie
Son nom d'espèce, du latin albo, « blanc », et lăbrum, « lèvre », fait référence à ses lèvres blanches.

## Publication originale

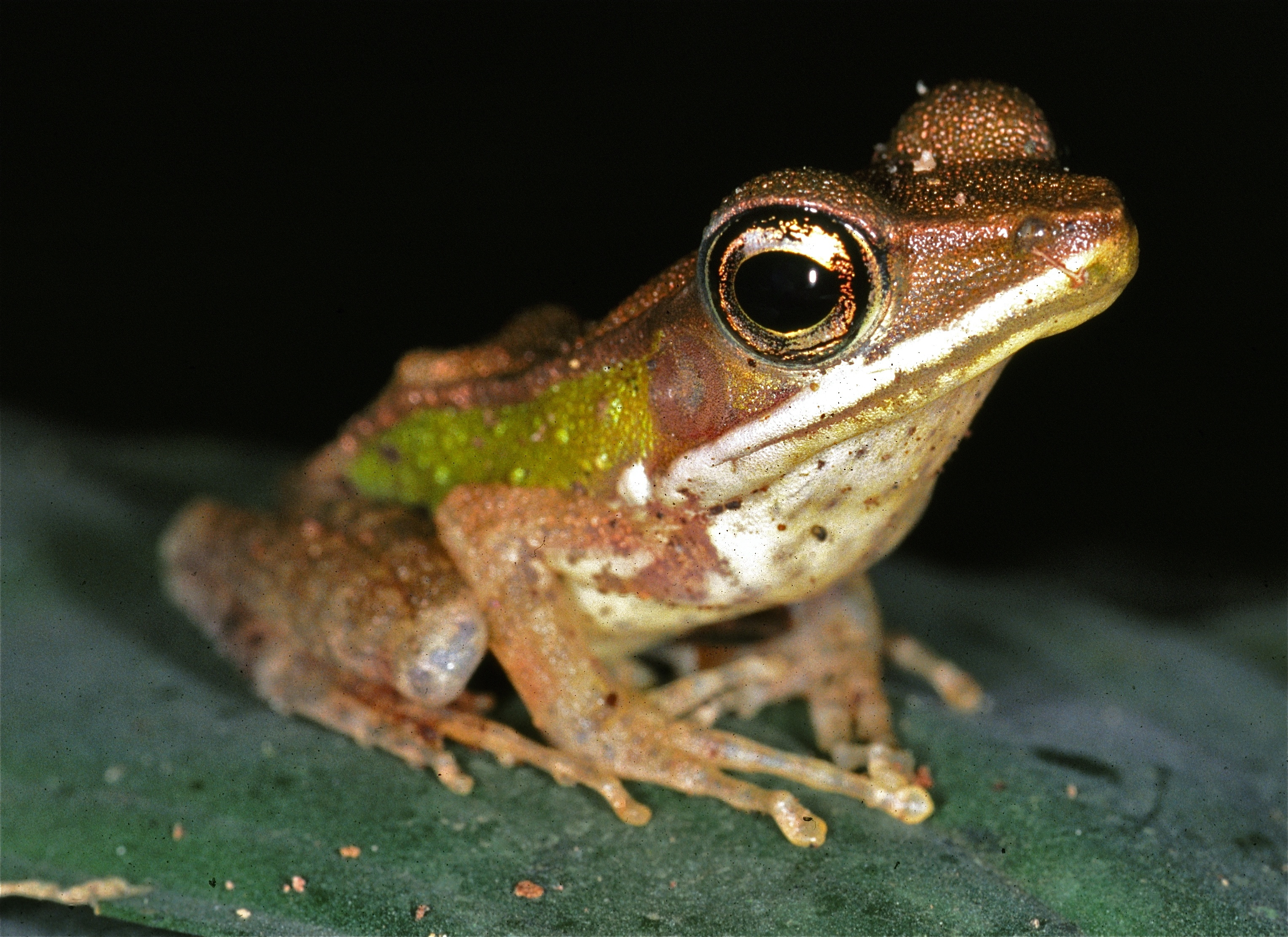
Hylarana albolabris (Parc national de Korup, Cameroun)

- Hallowell, 1856 : Notes on Reptilia in the collection of the Museum of the Academy of Natural Sciences. Proceedings of the Academy of Natural Sciences of Philadelphia, vol. 8, p. 146-153 (texte intégral).